# Джумабаева, Акнур Курасбековна
Акнур Курасбековна Джумабаева (род. 1979) — обладательница титула Grand Prix Queen of the Planet 2014, «Миссис Казахстан» 2011, «1-я вице Миссис Алматы 2011», Мать-героиня «Күміс алқа», руководитель консалтинговой компании.

## Биография
Росла в многодетной семье. С раннего детства пела, танцевала, участвовала в школьных и студенческих мероприятиях, была ведущей различных праздников. Выиграла в школьные годы конкурс «Қыз сыны», пела в первом составе женского коллектива «Ару тобы» (1996—1998 года). Получила два высших образования, экономическое и юридическое. Магистр экономических наук.
В 2011 году завоевала титул «1-я вице-миссис Алматы». В этом же году была удостоена титула «1-я вице-миссис Казахстан».
В 2013 году Джумабаевой был передан титул «Миссис Казахстан» из-за отказа Виктории Моминбаевой, победительницы конкурса, участвовать в финальном шоу «Миссис мира 2013» по «организационным и личным мотивам».
Как «Миссис Казахстан», должна была принять участие в конкурсе «Миссис Мира-2014», но Казахстан не смог отправить свою представительницу на конкурс. После этого Джумабаева решила самостоятельно поехать на Мальту на конкурс Queen of the planet-2014, в котором принимают участие женщины-матери стран СНГ, а также других государств мира, организуемый под эгидой Общественного фонда поддержки семьи, материнства и женщин «Планета женщин».
В 2014 году на конкурсе Queen of the Planet Джумабаева Акнур выиграла Гран-при.
Вышла замуж в возрасте 20 лет. Шестеро детей, три сына и три дочери. Джумабаева Акнур является матерью-героиней и награждена серебряной подвеской «Күміс алқа».
Увлекается фотографией и живописью, предпочитает активный отдых на природе.